# Jaline Prado
Jaline Prado de Oliveira (Campos dos Goytacazes, 27 dicembre 1979) è una pallavolista brasiliana.
Gioca nel ruolo di schiacciatrice ed opposto nel Markopoulo.

## Carriera
La carriera di Jaline Prado comincia nel 1996 nella squadra del Clube de Regatas Tietê; dopo un breve periodo di inattività, dal 1999 al 2004, gioca per diverse squadre brasiliane come il CD Macaé, il Vasco da Gama, l'ACF Campos e il CR Flamengo, senza però ottenere alcun risultato importante.
Nella stagione 2006-07 si trasferisce in Italia, ingaggiata dalla Pallavolo Villanterio Pavia, in Serie A2; nella stagioni successive resta nella stessa categoria giocando per il San Vito Volley per due annate e nella Roma Pallavolo nella stagione 2009-10.
Nella stagione 2010-11 fa il suo esordio nella Serie A1 italiana vestendo la maglia del Robur Tiboni Urbino Volley, club con il quale vince il suo primo trofeo, ossia la Coppa CEV.
Nella stagione 2011-12 torna in Serie A2 con il l'Associazione Sportiva Rota Volley di Mercato San Severino, ma a metà annata ritorna nella squadra di Pavia, in Serie A1, per disputare il termine della stagione.
Nella stagione 2012-13 viene ingaggiata dal Volley Soverato, club militante in serie cadetta che lascia però dopo pochi mesi, mentre nella stagione successiva passa all'Ereğli Belediye Spor Kulübü, nella Voleybol 1. Ligi turca, lasciando il club nel settembre 2013, dopo appena qualche settimana.
Nel campionato 2014-15 torna a giocare nella VolleyLeague greca col Markopoulo.

## Palmarès

### Club
- Coppa CEV: 1

2010-11